# 山本浩 (ジャーナリスト)
山本 浩 (やまもと ひろし、1963年 - ) は、日本のジャーナリストで、NHK報道局国際部デスク。

## 経歴
京都府出身。大阪外国語大学卒業後の1986年 NHKに入局。同期は河野憲治。アナウンサーには 野村正育がいる。初任地『NHK京都放送局』を経て、報道局国際部に配属。1994年からは エジプトに渡航し、海外特派員としてカイロに駐在。カイロ時代は アフリカや中東の紛争を取材した。4年間の駐在経験を経て、1998年からはイギリスに移り、ロンドン特派員として 地域紛争の解決に取り組む実情等を取材。2001年のアメリカ同時多発テロ事件以降、イスラム過激派について広範囲の取材を継続的に取材をした。